# 比肯许格尔
比肯许格尔（德語：Birkenhügel，發音：[ˈbɪʁkn̩ˌhyːɡl̩]）是德国图林根州萨勒-奥拉县曾经的一个市镇，面积5.55平方千米，2017年12月31日人口为364人。2019年1月1日，比肯许格尔与另外6个市镇合并为新市镇伦施泰格地区罗森塔尔。